# 上海市徐汇区高安路第一小学
上海市徐汇区高安路第一小学，简称高一小学，位于中国上海市徐汇区，地处文化艺术界人士居住较为集中的地段，是上海市规模较大的一所小学。创建于1955年，是全日制公办小学，学校现有康平（高安路与康平路路口）、宛平（宛平南路与衡山路路口）两个校区，占地面积共7634平方米、建筑面积7046平方米，目前有1800多名学生，44个班级。100多位教职员工。高安路第一小学的校匾是由已故上海市市长、海协会会长汪道涵先生所题写的。
学校建有弦乐队、舞蹈团、篮球队、合唱团、儿童文学社等学生社团，使学生在校的每一天，都拥有自信、拥有快乐，能拥有本领，发挥特长，使身心得到健康成长。
中国国家副主席李源潮、排球名宿沈富麟、NBA球星姚明、演艺圈艺人黄圣依、柯蓝皆为学校校友。